# Павучник
Паву́чник, або клео́ма (Cleome) — рід рослин родини каперцевих, що налічує 170 видів однорічних, багаторічних трав та кущів. В Україні трапляється вид клеома птахоніжкоподібна (клеома донецька, клеома сива) Cleome ornithopodioides L., що занесений у Червону книгу України.

## Класифікація
Дослідження ДНК показують близькість роду до Brassicaceae, тоді як раніше їх відносили до Capparaceae.  ДНК дослідження Podandrogyne та Polanisia показали їх невелику різницю від роду клеома. Якщо віднести їх у цей рід кількість видів буде становити 275.

## Будова
Містить види, що є перехідною ланкою від C3 до C4 фотосинтезу.

## Практичне використання
Розводяться як декоративні рослини.

## Галерея

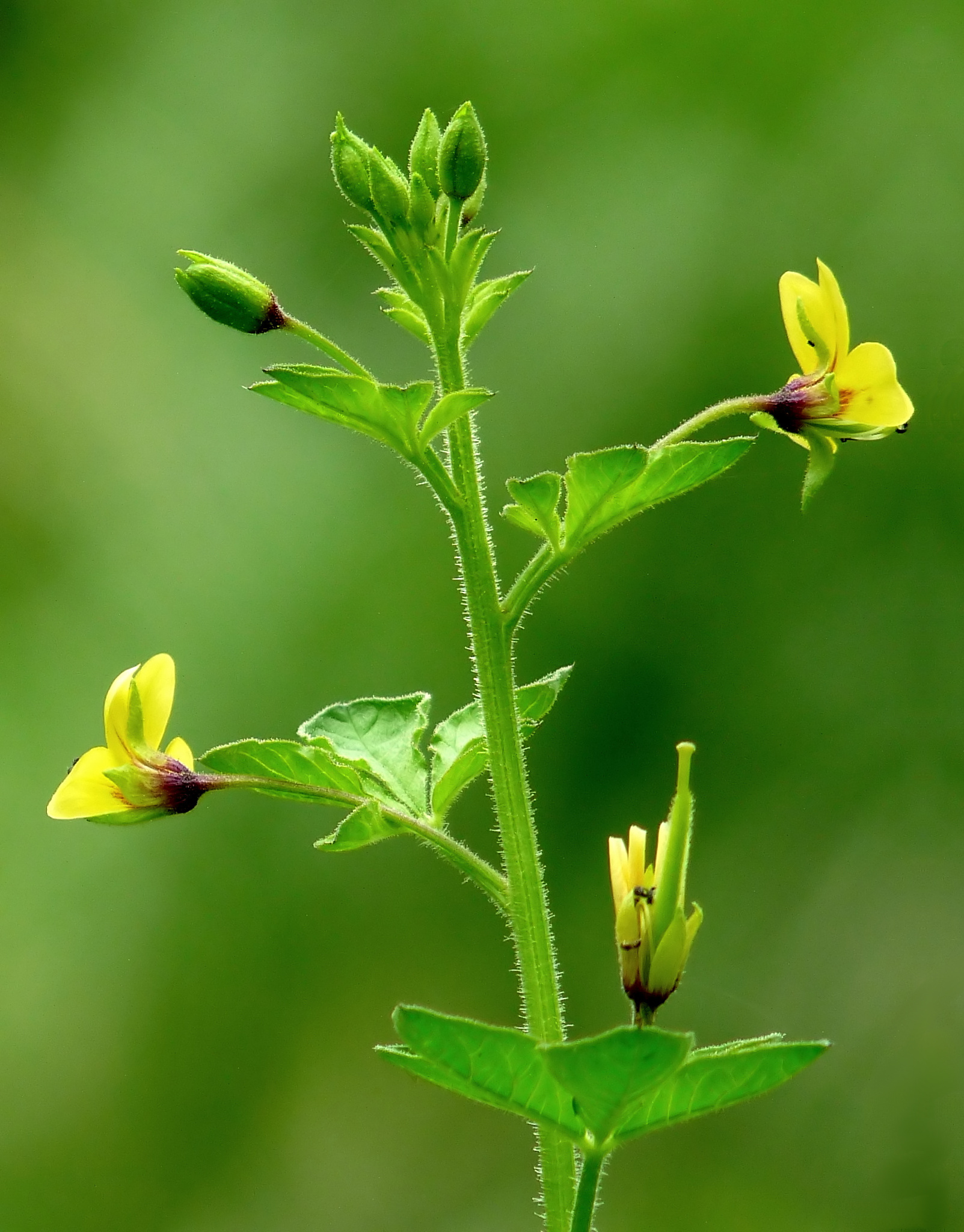
Cleome viscosa  в Кералі
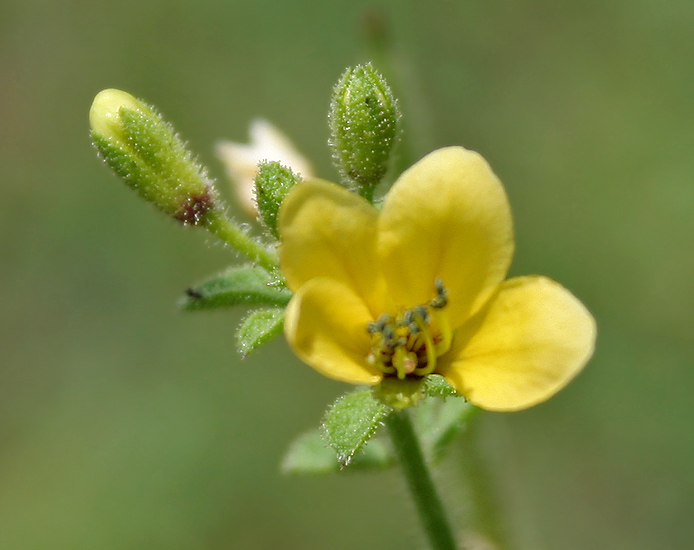
Cleome viscosa
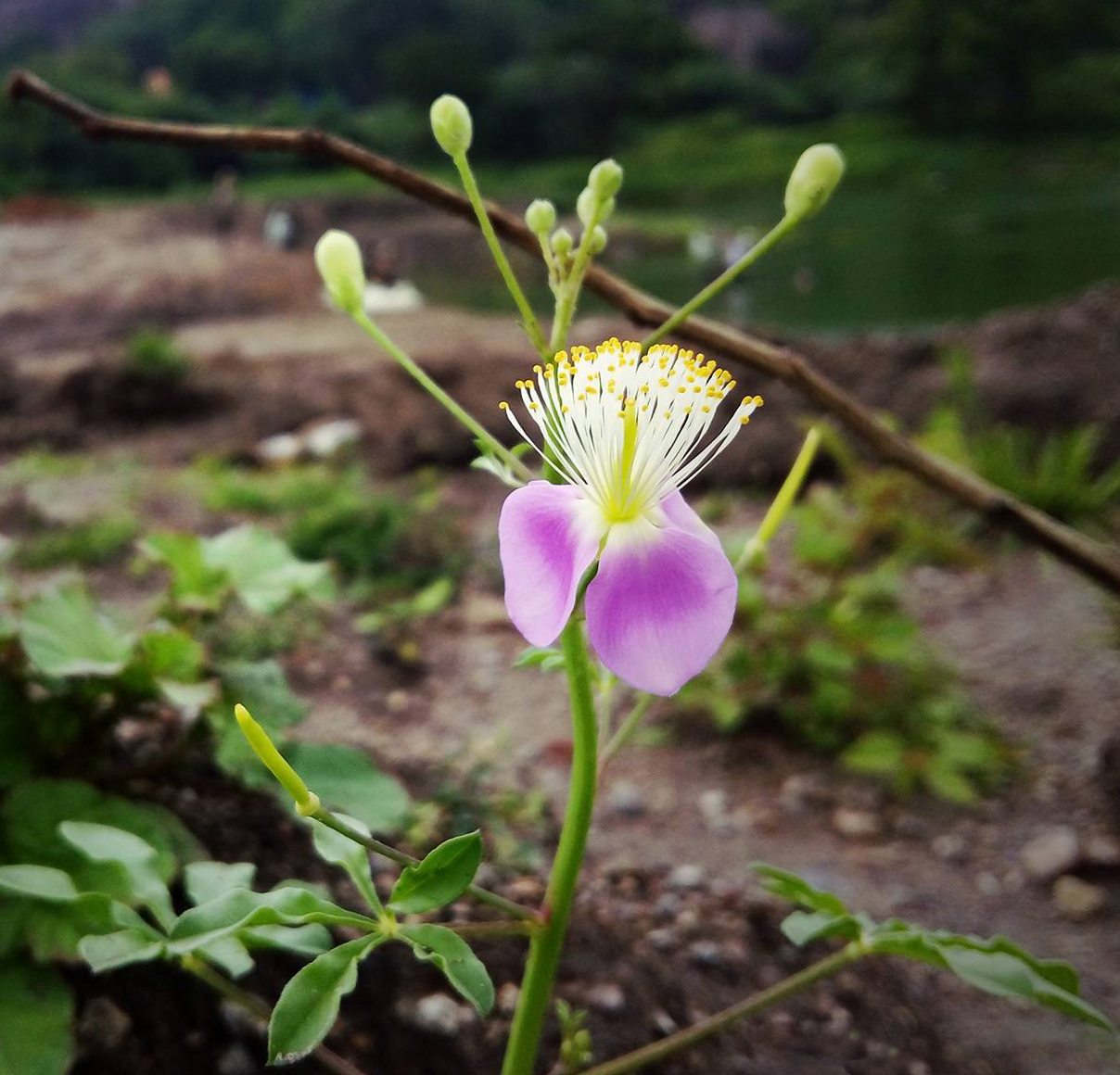
Cleome chelidonii  в Індії
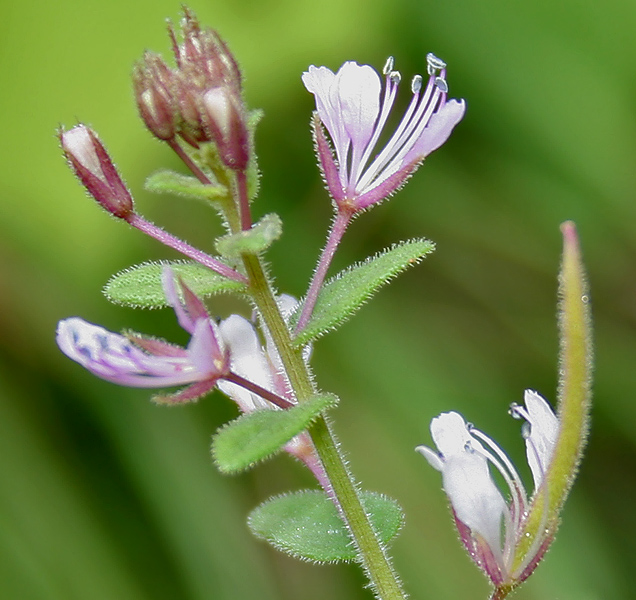
Cleome monophylla
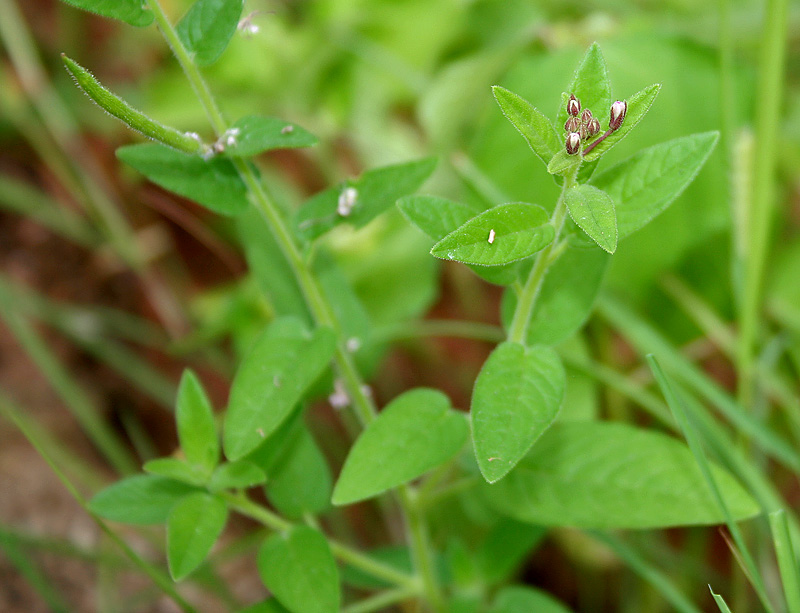
C. monophylla
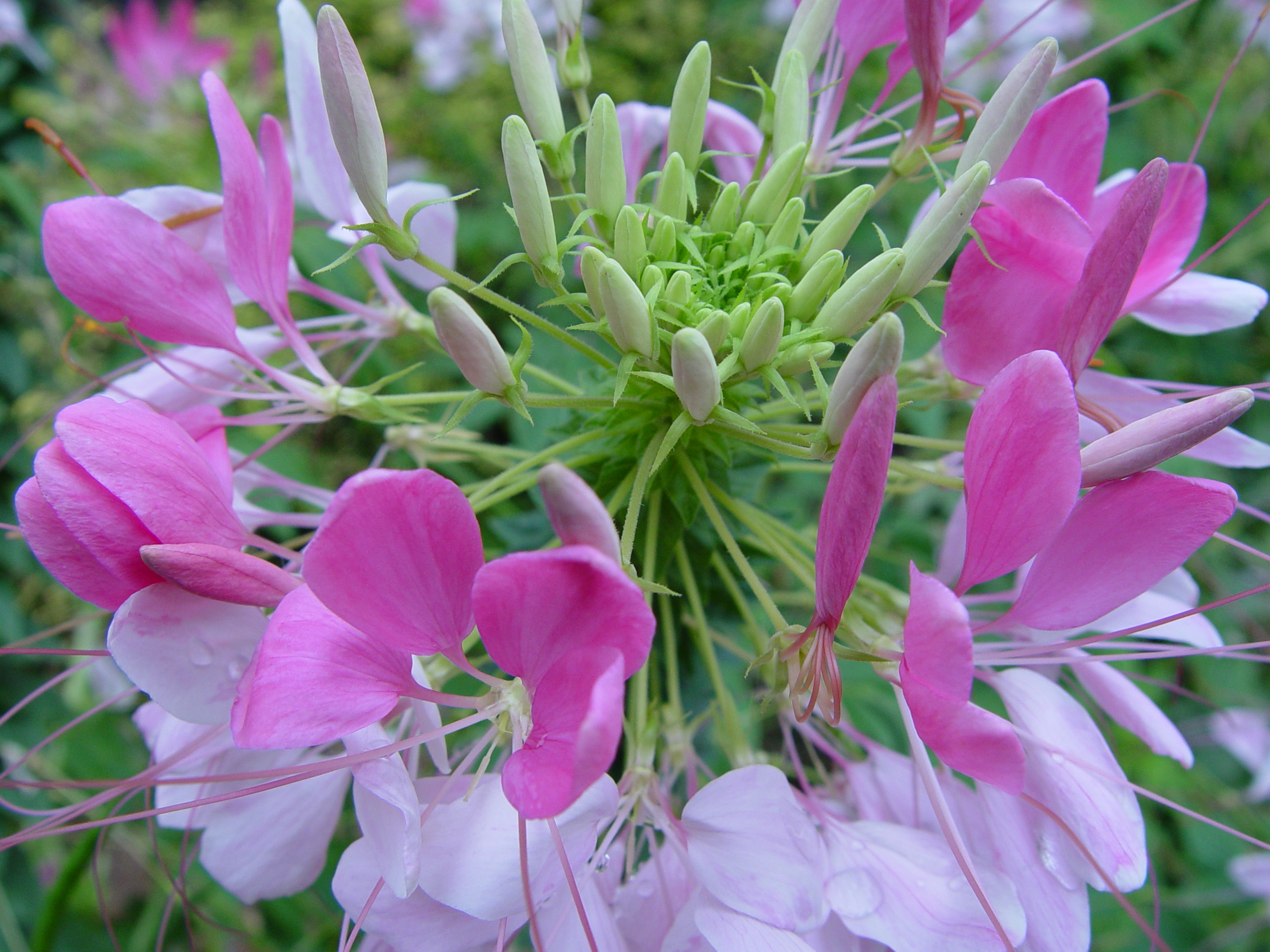
Cleome hassleriana[4] в Італії
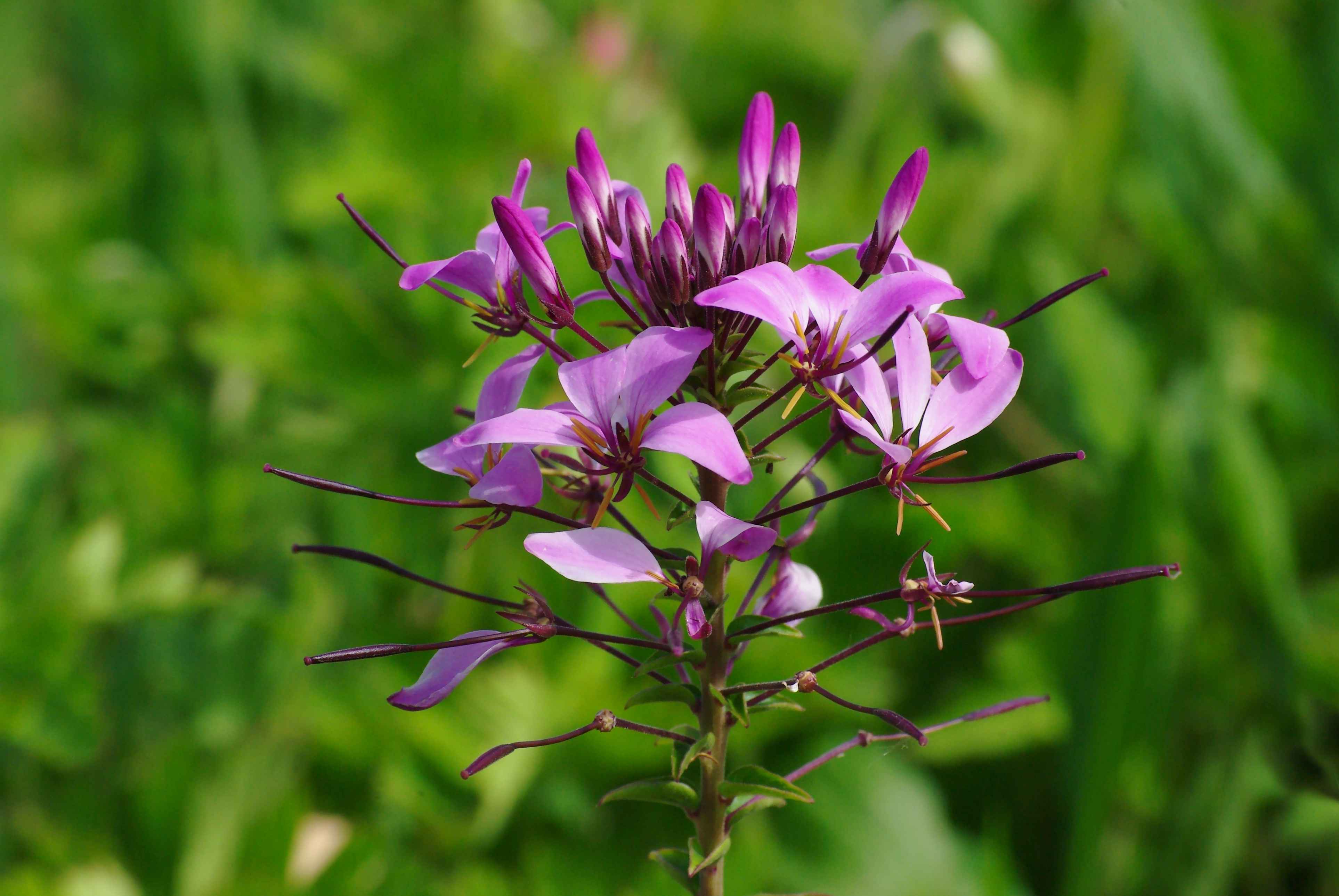
Cleome spinosa у Франції
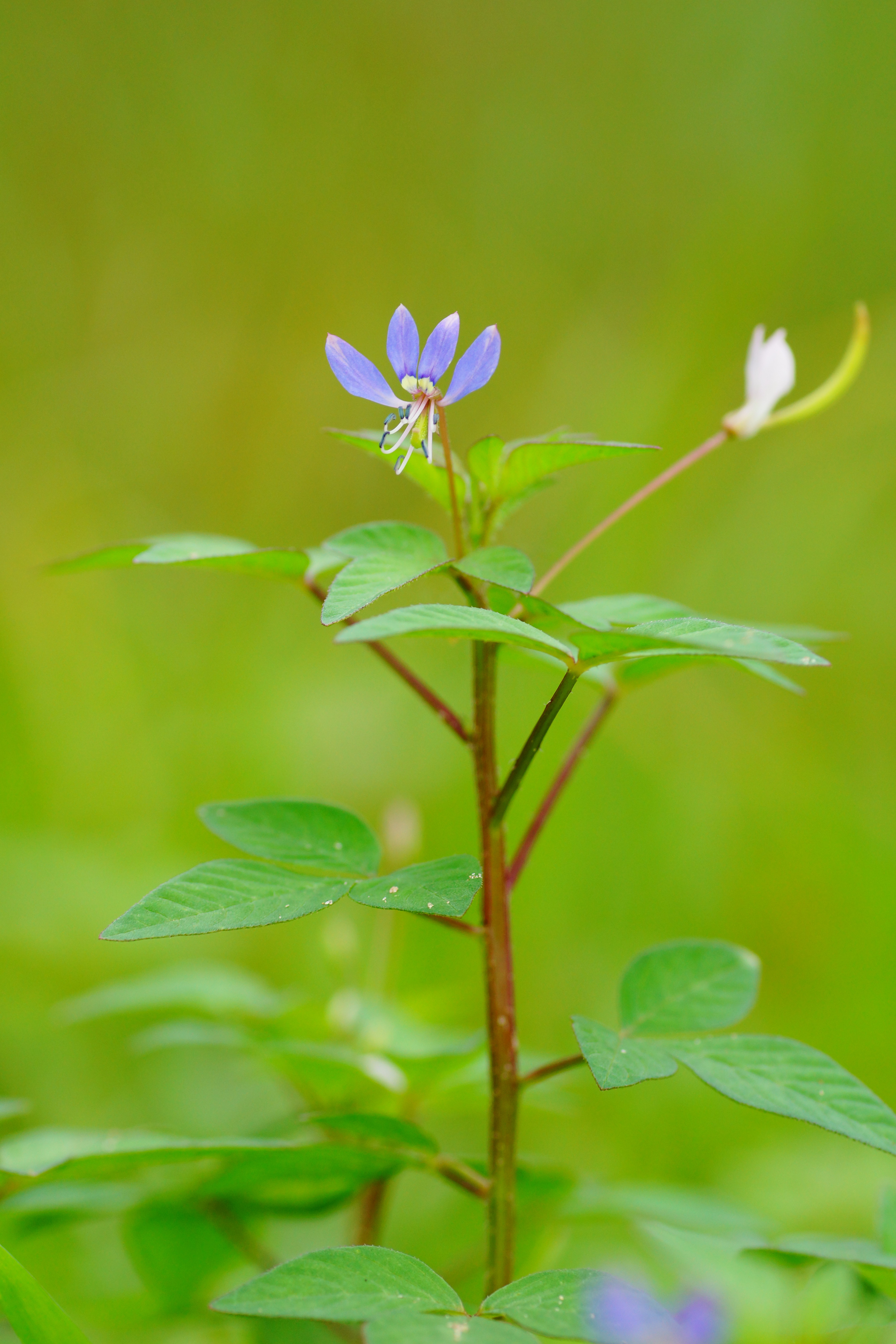
Cleome rutidosperma, Керала